# Велика перерва
«Велика перерва» (рос. «Большая перемена») — радянський чотирисерійний художній телевізійний фільм, знятий у 1972 — 1973 роках режисером Олексієм Корєнєвим. Прем'єра фільму на ТБ відбулася 29 квітня 1973 року.

## Сюжет
Самолюбство Нестора Петровича Сєверова, молодого історика, який пишається своїми, як він думає, великими знаннями, вражено тим, що на вступному іспиті до аспірантури його обійшла кохана дівчина Поліна. З досади він пориває з Поліною і йде у добровільне «заслання» — вчителем у вечірню школу. Він стає класним керівником 9 «А». Виявилося, що викладати шкільні дисципліни дуже різним дорослим людям, більшість з яких старші від самого викладача, не так вже й просто, особливо якщо деякі з них не хочуть вчитися. Деякі дорослі, здавалося б, учні доставляють своєму класному керівнику масу клопоту. На довершення до всіх проблем, у нового вчителя закохується учениця Неллі Леднєва, батько якої навчається у тому ж класі.
Нестор Петрович починає жити турботами своїх дорослих учнів. Так, учень Григорій Ганжа потрапляє до міліції на 15 діб за «знущання над людиною» (епізод з «атракціоном нечуваної жадібності»). До того ж Ганжа при кожному зручному випадку всіляко висловлює своє зневажливе ставлення до навчання, а в школі зазвичай займається всім, чим завгодно, окрім навчання (наприклад, слухає по радіоприймачу хокейні репортажі). Але, попри це і необхідність підтримування на людях офіційних відносин вчителя з учнем, Нестор та Григорій симпатизують один одному та подружилися буквально з першого дня знайомства. Справа ускладнюється тим, що дружина Ганжі працює у цій же школі викладачкою російської мови і літератури, однак про це Нестор дізнається не одразу, оскільки Григорій зі Світланою достатньо довго намагаються приховувати і від педагогічного колективу школи, і від учнів той факт, що вони — сімейна пара. Роздратована відсутністю у свого чоловіка бажання вчитися і його дурними витівками, Світлана Опанасівна зрештою вирішує покинути його. Тоді пригнічений Ганжа приходить за допомогою до Нестора Петровича, і той, хоча і не одразу, але погоджується допомогти. Після його полум'яної промови в учительській, у якій він захищає свого друга, Світлана повертається до чоловіка.
Учень Геннадій Ляпішев постійно прагне ухилитися від навчання та втекти на танці, виправдовуючись тим, що у нього незручний графік роботи. Щоб йому допомогти, Нестор Петрович вмовляє напарника Ляпішева — Олександра Петрикіна — погодитися на другу зміну. Причому для того, щоб добитися цього, Нестору доводиться навіть стрибнути у воду на очах у Петрикіна. Проте пізніше з'ясовується, що ці зусилля марні, оскільки Ляпішев, як і раніше, «відбуває номер» у школі. Він, мабуть, вважає, що йому як робочій людині повинні видати атестат просто так. Тоді за його «виховання» береться сам Петрикін — дуже серйозна людина. Як виявилося, з таким жарти погані. Олександр Трохимович погрожує зробити з Ляпішева не просто людину, а досконалу людину, і при цьому демонструє Геннадію зображення Давида Мікеланджело, як зразок для наслідування. Потім тягає Гену з собою в кіно, театр, на лекцію, до планетарія тощо — для «підвищення культурно-освітнього рівня». Через те, що Петрикін з Ляпішевим всюди ходять разом, у останнього навіть відбувається сварка з його дівчиною Люсею, яка обурена таким станом справ (до того ж, Петрикін при Гені назвав її «не ідеальною»). Зрештою, завдяки цим переживанням, відбувається педагогічне «диво» — Гена раптово набув страшного інтересу до навчання та самовдосконалення (Давидом він не став, але це теж дуже важливе досягнення). Однак поки Петрикіна зайнятий Ляпішевим, від нього самого пішла молода дружина… Возз'єднати сім'ю, пояснивши Валентині справжні мотиви поведінки її чоловіка (прагнення допомогти товаришеві) — ця задача теж лягає на плечі Нестора Петровича і його добровільного помічника Степана Семеновича Леднева.
Сам Леднев тим часом теж потрапляє у складне сімейне становище, оскільки його дочка Неллі, закохана в учителя, соромиться свого батька та протестує проти того, щоб він відвідував заняття. Тим часом Степан Семенович, можливо, як ніхто інший в цьому класі, щиро бажає вчитися. Одного разу справа доходить до того, що Леднев влазить до класу через вікно, бо через двері дочка його не пускає. В'їдливий Ганжа, який це бачив, тут же оголошує: «Новий атракціон! Фантастична тяга людини до знань!».
Учениця Вікторія Коровянська, як з'ясовується, ніде не працює, і доводиться їй роз'яснити, що необхідно влаштуватися на роботу, інакше вона не може відвідувати школу. За її «виховання» береться її наречений — Петро Тимохін, який працює разом з Григорієм Ганжою та славиться своєю фантастичною скаредністю (саме за злий жарт над ним Ганжа і потрапив до міліції). Втім, надалі Петро виправляється.
З'ясовується також, що у цьому ж класі вчиться і навіть є старостою класу Ваня Федоскін — друг дитинства Поліни, який навіть вважав себе її нареченим, проте його свого часу «обійшов» у суперечці за місце у серці Поліни сам Нестор Петрович. Оскільки Поліна при Вані називала Нестора своїм нареченим, а Нестор пізніше розійшовся з Поліною, то тепер обидва вони не спілкуються з Поліною та вважають один одного «щасливим суперником». Ваня думає, що Нестор одружився з Поліною, а Нестор — навпаки. Проте насправді Поліна повернеться до Нестора лише наприкінці фільму, що стане своєрідною винагородою молодому вчителю за його попередні негаразди та самовіддану працю на ниві педагогіки…

## У ролях
| - Михайло Кононов — Нестор Петрович Сєвєров, викладач історії - Євген Леонов — Степан Семенович Леднев - Ролан Биков — Олександр Трохимович Петрикін - Олександр Збруєв — Григорій Ганжа - Світлана Крючкова — Неллі Леднева, донька Степана Семеновича - Юрій Кузьменков — Ваня Федоскін, староста класу - Наталія Богунова — Світлана Опанасівна, вчителька російської мови та літератури, дружина Ганжі - Савелій Крамаров — Петя Тимохін - Наталія Гвоздікова — Поліна Іванченко, аспірантка, наречена Нестора Петровича - Віктор Проскурін — Генка Ляпішев - Валерій Носик — Отто Фукін, воротар - Ніна Маслова — Вікторія Коровянская, чарівна учениця, що не хоче працювати і «все про всіх завжди знає» - Валерій Хлевінський — Авдотьїн - Ірина Азер — Люся, подруга Ляпішева - Людмила Касаткіна — Катерина Іванівна, директор школи - Анастасія Георгієвська — Серафима Павлівна, вчителька географії - Валентина Тализіна — Ніна Петрівна, вчителька хімії - Інна Жиліна — вчителька - Людмила Анциферова — вчителька - Валентина Кузнєцова — вчителька - Михайло Яншин — Віктор Іванович Волосюк, професор - Валентина Сперантова — тітка Глаша, прибиральниця - Лев Дуров — старший сержант міліції - Люсьєна Овчинникова — Валя, наречена, пізніше дружина Петрикіна - Лев Дубов — інженер - Наталія Гурзо — дружина Фукіна - Марія Коренєва — Чувічкіна, учениця з дитиною - Михайло Розанов — учень 9-го «А» - Тамара Логінова | - Катерина Мазурова — баба Маня, сусідка Нестора - Володимир Басов — фотограф на весіллі Петрикіна - Микола Граббе — Тарасов, «Василич», начальник Леднева - Іван Рижов — майор міліції, начальник відділення - Готліб Ронінсон — бригадир Федоскіна, працівник друкарні - Ілля Баскін — скуйовджений учень - Олександр Зімін — продавець у меблевому магазині - Зоя Ісаєва — вчителька в окулярах - Галина Комарова — контролерка - Світлана Старикова — екскурсоводка - Лариса Барабанова — продавчиня в магазині чоловічого одягу - Ігор Суровцев — учень у червоній олімпійці - Михайло Ремізов - Валентина Ананьїна - епізод - Олексій Кутузов — молодий осводовець - Зоя Степанова — лікарка, яка лікувала Федоскіна - Яніс Якобсон — сусід Неллі по парті - Альберт Ірічев — осводовець - В'ячеслав Гарін - А. Калузький - Віктор Шульгін — гість на весіллі - Петро Щербаков — гість (у титрах не зазначений) - Володимир Землянікін — один Петрикіна (в титрах не зазначений) - Олена Коренєва — дівчина з книгою у бібліотеці (у титрах не зазначена) - Валентина Титова — гостя на весіллі (у титрах не вказана) - Юрій Кірєєв — друг Петрикіна (у титрах не вказаний) - Іван Жеваго — гість на весіллі (у титрах не вказаний) - Ірина Калиновська — медсестра, робила перев'язку Ганжі (у титрах не зазначена) - Валентина Ушакова — жінка з гітарою на весіллі (у титрах не зазначена) - Олександр Вдовін — Чувічкін, молодий батько (у титрах не зазначений) |

## Фільмування
Проводилися на території Ярославського шинного заводу та МПДУ ім Леніна.

### Знімальна група
| - Автори сценарію: - Олексій Корєнев - Георгій Садовніков - Режисер: Олексій Корєнев - Оператор: Анатолій Мукасей - Художник: Леонід Платов - Композитор: Едуард Колмановський | - Тексти пісень: Михайло Таніч - Звукорежисери: - Валерій Попов - Валентина Щедріна - Монтажерка: П. Чечеткіна - Художниця-гримерка: М. Биковська - Художниця з костюмів: Ш. Биховська |

## Технічні дані
- Виробництво: Мосфільм
- Художній фільм, чотирисерійний, телевізійний, кольоровий

## Критика
У своїх неопублікованих мемуарах Михайло Кононов писав:
У багатосерійці «Велика перерва» був зібраний весь цвіт чотирьох поколінь акторів, починаючи від популярних народних до тих, хто щойно закінчив театральні училища. Мені доводилося виправдовувати фантасмагоричні ситуації та безглуздий текст. Про «Велику перерву» багато писали, і з успіхом вона пройшла за кордоном. Ось такої сили таланти були в той час у Росії. Будь-яка марення у їх виконанні виглядала милим та чарівним, а головне — щирим.

## Цікаві факти
- Спочатку фільм повинен був називатися «Пригоди шкільного вчителя». Міністр освіти Михайло Прокоф'єв після листів педагогів, незадоволених самим фактом зйомок комедійного фільму про вчителів, попросив режисера змінити назву. У знімальній групі було оголошено конкурс з призом — пляшкою коньяку. Переміг оператор Анатолій Мукасей, що запропонував назву «Велика перерва».
- У книзі Георгія Садовнікова «Іду до людей», за якою було знято фільм, персонаж Євгенія Леонова (Леднев) був жінкою — Неллі Леднева вчилася в школі разом зі своєю матір'ю, причому у різних класах. Персонаж Олександра Збруєва (Ганжа) у книзі з'являвся всього один раз, у сцені вигнання з туалету. Героїв Савелія Крамарова (Тимохін) та Ірини Азер (Люська) не було взагалі.
- У цього фільму є деяка подібність у сюжеті з фільмом «Весна на Зарічній вулиці» (1956). І там і там головний герой — молодий педагог, направлений працювати у вечірню школу. Однак якщо фільм «Весна на Зарічній вулиці» витриманий у більш серйозній манері, то «Велика перерва» більше походить на пародію на нього.
- Якщо уважно дивитися титри, то помітна «збивання» музичного супроводу на початку однієї з серій та відсутність імені Савелія Крамарова, яке було вирізано з титрів після його від'їзду до США.
- Також у старих версіях, у яких у титрах вирізаний Савелій Крамаров, злегка вкорочена сцена з «атракціоном нечуваної жадібності». У них показано, як йому махають нашатирем під носом, на цьому сцена закінчується, і не показано, як Ганжу забирають до міліції, а Тимохін обурюється, що всі дивилися і сміялися безкоштовно.
- Оскільки Неллі та Світлана Опанасівна — блондинки, Наталією Гвоздіковою, затвердженою на роль Поліни, для різноманітності довелося грати у чорній перуці. Спочатку актриса хотіла зіграти Неллі.
- Кімната Леднева (з червоними шпалерами) знята у тих же декораціях, що і кімната Антона Семеновича Шпака у фільмі «Іван Васильович змінює професію».
- У другій серії фільму допущений кіноляп: на початку серії Ганжі у заводському медпункті бинтують ліву руку, у іншій сцені у нього перебинтована права рука, а потім знову ліва.
- Ганжа не розлучається у школі з радіоприймачем «Гауя» — першим транзисторним приймачем ризького заводу RRR. На уроці Ганжа користується мініатюрним навушником, але у «Гауї» не було гнізда для його підключення.